# Occitan méridional

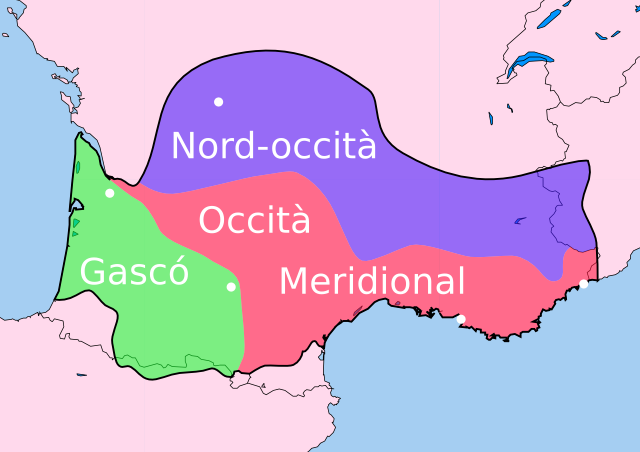
L'occitan moyen ou méridional, en rose sur cette carte

L’occitan méridional (parfois appelé occitan moyen ou encore provençal moyen par Albert Dauzat) est un ensemble dialectal de l'occitan, qui regroupe le languedocien et le provençal,,.
Elle présente une vision « ouest-est » (languedocien/provençal) et s'oppose donc à une vision « nord-sud » (vivaro-alpin/provençal) qui est celle de l'occitan oriental aussi-dit « provençal » au sens supradialectal.
Comme toutes les autres variétés d’occitano-roman (à l'exception du catalan), l'occitan méridional est classé par l'UNESCO, en 2010, parmi les langues en danger, c'est-à-dire que l’absence d’encouragement officiel de sa pratique peut causer sa disparition ; il est même, plus précisément, classé parmi les langues « sérieusement en danger », ce qui signifie que l'occitan méridional est seulement parlé par les générations les plus âgées, tandis que parmi les parents des générations les plus jeunes, si certains arrivent encore à le comprendre, ils ne l’emploient plus avec leurs enfants ni entre eux.

## Caractérisation
L'occitan méridional se distingue :
- du gascon, par la conservation du f latin (qui passe à h en gascon)
- du nord-occitan, par la conservation du ca et du ga latins (qui sont palatalisés en cha et en ja dans le Nord)

## Variation interne
Le languedocien est également subdivisé en plusieurs dialectes dont l'aurillacois, le bas-vivarois, le montpelliérain et le rouergat.